# Safwan
Safwan es una ciudad sunita en el sureste de Irak en la frontera con Kuwait. Conocido porque era el lugar de la base de la Fuerza Aérea Iraquí durante varias guerras.

## Nombre
También se utiliza como un nombre una persona de sexo masculino y significa "la luz del corán". Utilizado normalmente en países como Irak, Irán, Marruecos, Egipto, Sudán, Nigeria, entre otros países del Norte de África y suroeste de Asia.
- Datos: Q2669409
- Multimedia: Safwan / Q2669409